# Voigtsgrün (Neuensalz)

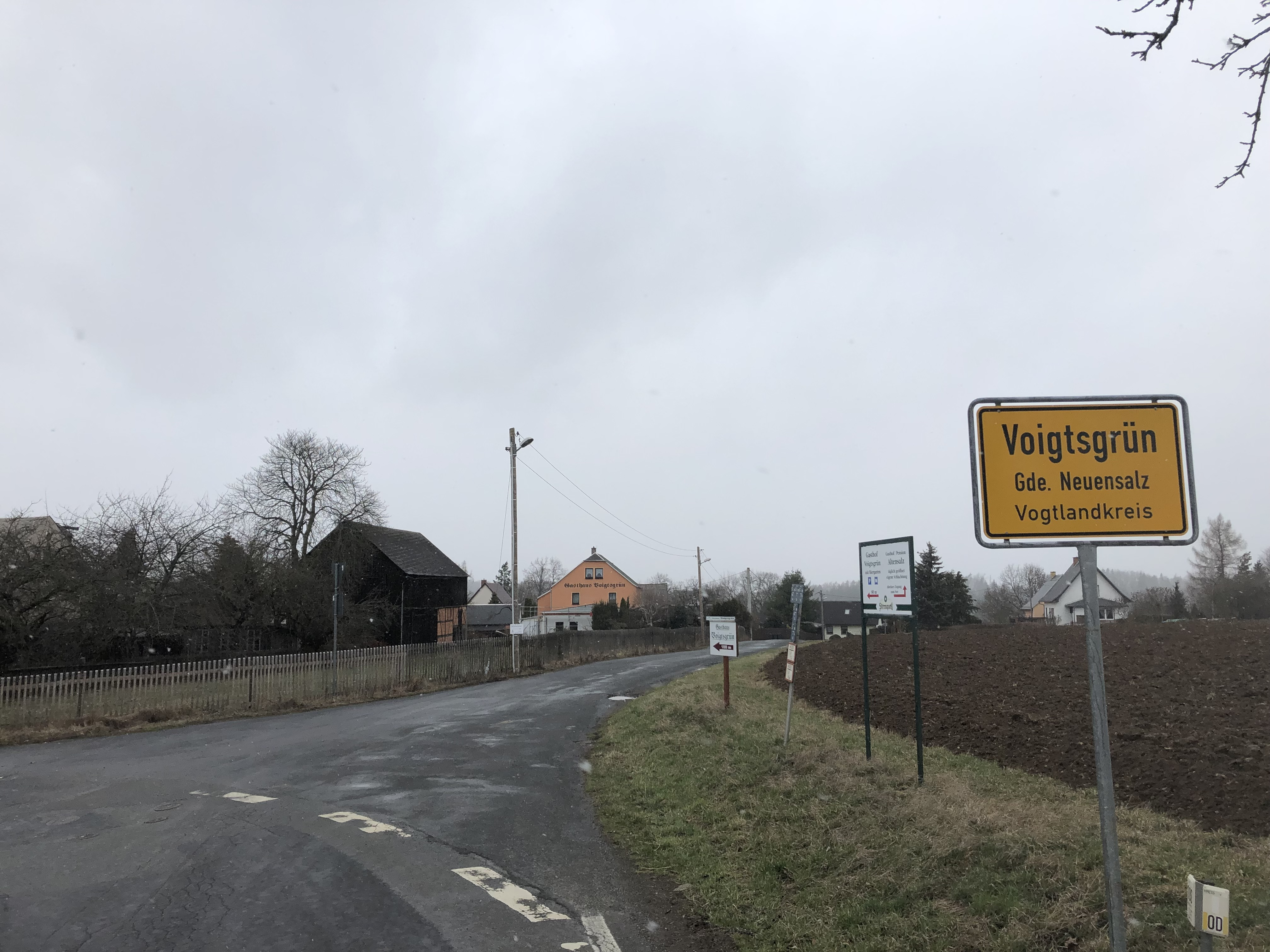
Ortseingang Voigtsgrün (2019)

Voigtsgrün (vogtländisch Vetschgrie) ist ein Ortsteil der sächsischen Gemeinde Neuensalz im Vogtlandkreis. Der Ort wurde 1301 ersterwähnt und gehört seit dem 1. Januar 1972 zu Neuensalz.

## Geographie

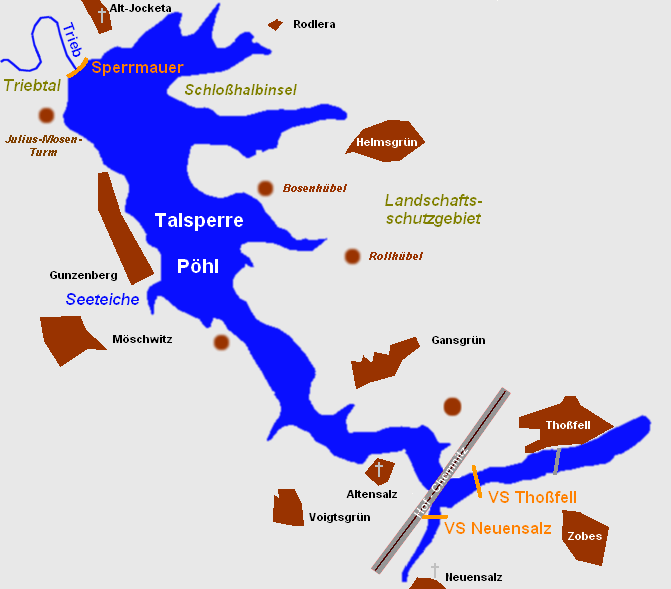
Lage von Voigtsgrün an der Talsperre Pöhl

### Lage
Voigtsgrün liegt etwa zwei Kilometer nordwestlich von Neuensalz und rund sechs Kilometer östlich der Großen Kreisstadt Plauen auf 430 m ü. NN im Vogtland zentral im gleichnamigen Landkreis und Naturraum (Mittelvogtländisches Kuppenland) im sächsischen Teil des historischen Vogtlands. Wenige hundert Meter östlich des Dorfes erhebt sich die 468 m hohe Warte, ein typischer vogtländischer Pöhl mit bewaldeter Kuppe. Um den Ort erstrecken sich Ackerflächen. Nördlich des Ortes entspringt der Voigtsgrüner Bach, der nur etwa einen halben Kilometer nordöstlich seiner Quelle in die Talsperre Pöhl mündet. Diese staut den Fluss Trieb auf. Mit einem Speicherraum von 62 Mio. m³ ist sie die zweitgrößte Talsperre Sachsens. Die Talsperre ist bedeutend für den Tourismus. Die Bungalowsiedlung Voigtsgrün am Stauseeufer, die etwa die gleiche Ausdehnung wie der Ort selbst hat, liegt nicht auf Voigtsgrüner, sondern auf Altensalzer Flur.

### Nachbarorte
Die Voigtsgrüner Gemarkung hat eine Fläche von etwa 2,9 km² und grenzt im Nordwesten an die Gemarkung Möschwitz (zur Gemeinde Pöhl). Nordöstlich benachbart ist die Gemarkung Gansgrün, der Ort befindet sich auf der anderen Seite des Stausees. Im Osten grenzt Altensalz an die Voigtsgrüner Gemarkung, südöstlich benachbart ist die Gemarkung Neuensalz (alle drei zur Gemeinde Neuensalz). Im Süden hat Voigtsgrün eine gemeinsame Grenze mit Kleinfriesen, den westlichen Abschluss der Gemarkung bildet die Grenze zu Chrieschwitz (beide zur Stadt Plauen).

## Geschichte
| Jahr        | Einwohner |
| ----------- | --------- |
| 1834        | 094       |
| 1871        | 109       |
| 1890        | 111       |
| 1910        | 089       |
| 1925        | 089       |
| 1933        | 087       |
| 1939        | 084       |
| 1946        | 102       |
| 1950        | 094       |
| 1964        | 074       |
| → Neuensalz |           |

In der Umgebung von Voigtsgrün existieren Hügelgräber der jüngeren Bronzezeit. In der Gemarkung entdeckte man Keramik der früheisenzeitlichen Billendorfer Kultur. Direkt im Ort wurden Münzen gefunden, die aus der Zeit um 1230 stammen. Die erste urkundliche Erwähnung von Voytisgrune (= Rodesiedlung eines Vogtes) stammt aus dem Jahre 1301. In dieser Urkunde waren Zinszahlungen der Vögte von Plauen an den Deutschen Orden in Plauen festgelegt. 1506 waren die Bauerngüter des Ortes zu Frondiensten im Vorwerk Haselbrunn verpflichtet. Bevor Voigtsgrün 1838 durch die Sächsische Landgemeindeordnung Eigenständigkeit als Landgemeinde erhielt, war der Ort durch das Lehnswesen geprägt. Das Rittergut Reusa und der kursächsische Landesfürst (Amt Plauen) übten 1583 anteilig die Grundherrschaft im Dorf aus, in dem 1557 zwölf besessene Mann und zwei Inwohner lebten. Nach dem Ende des Siebenjährigen Krieges (1756–1763) hatten die Herren zu Reusa und der Fürst die Grundherrschaft über 14 besessene Mann und einen Gärtner auf 4 3⁄4 Hufen zu je 30 Scheffel.
In der Frühen Neuzeit wurde Voigtsgrün bereits von Plauen aus verwaltet. So gehörte der Ort Anfang des 16. Jahrhunderts zum kursächsischen Amt Plauen. Zu Beginn des 19. Jahrhunderts war Voigtsgrün zum königlich-sächsischen „Amt Plauen mit Pausa“ und ab 1856 zum Gerichtsamt Plauen gehörig. Ab dem Jahr 1875 oblag die Verwaltung dann der Amtshauptmannschaft Plauen.
Im Jahr 1900 erstreckte sich um das Platzdorf Voigtsgrün eine 291 Hektar bemessende Gelängeflur, die von der bäuerlichen Bevölkerung des Dorfes landwirtschaftlich genutzt wurde. Die Einwohnerzahl des Ortes stieg bis 1890 auf 111 an, lag 20 Jahre später aber nur noch bei 89. Auch im Jahr 1925 lebten noch 89 Menschen in Voigtsgrün, alle gehörten der evangelisch-lutherischen Kirchgemeinde in Altensalz an. Schon im 16. Jahrhundert war der Ort in die dortige Kirche gepfarrt, so auch heute noch.

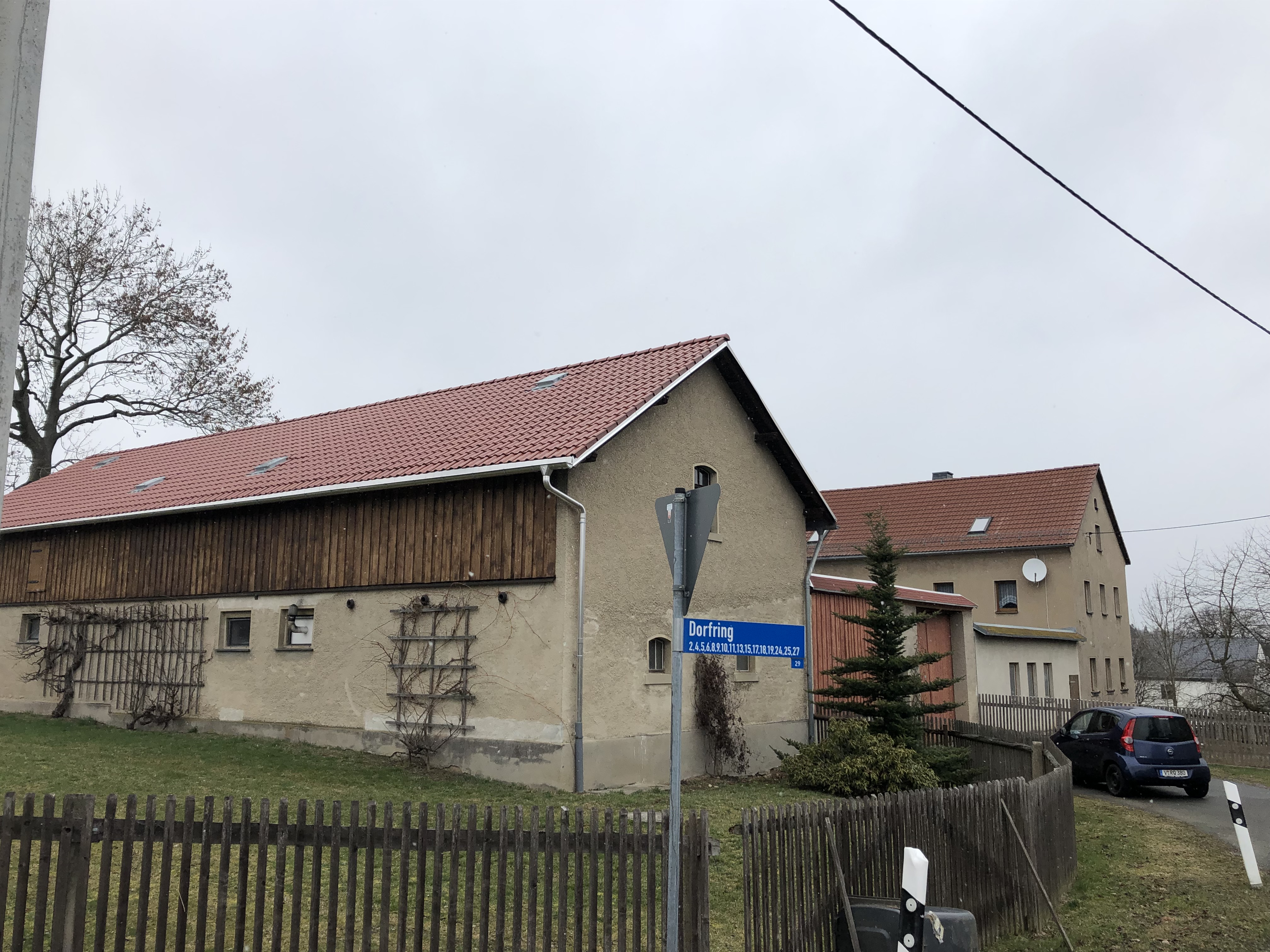
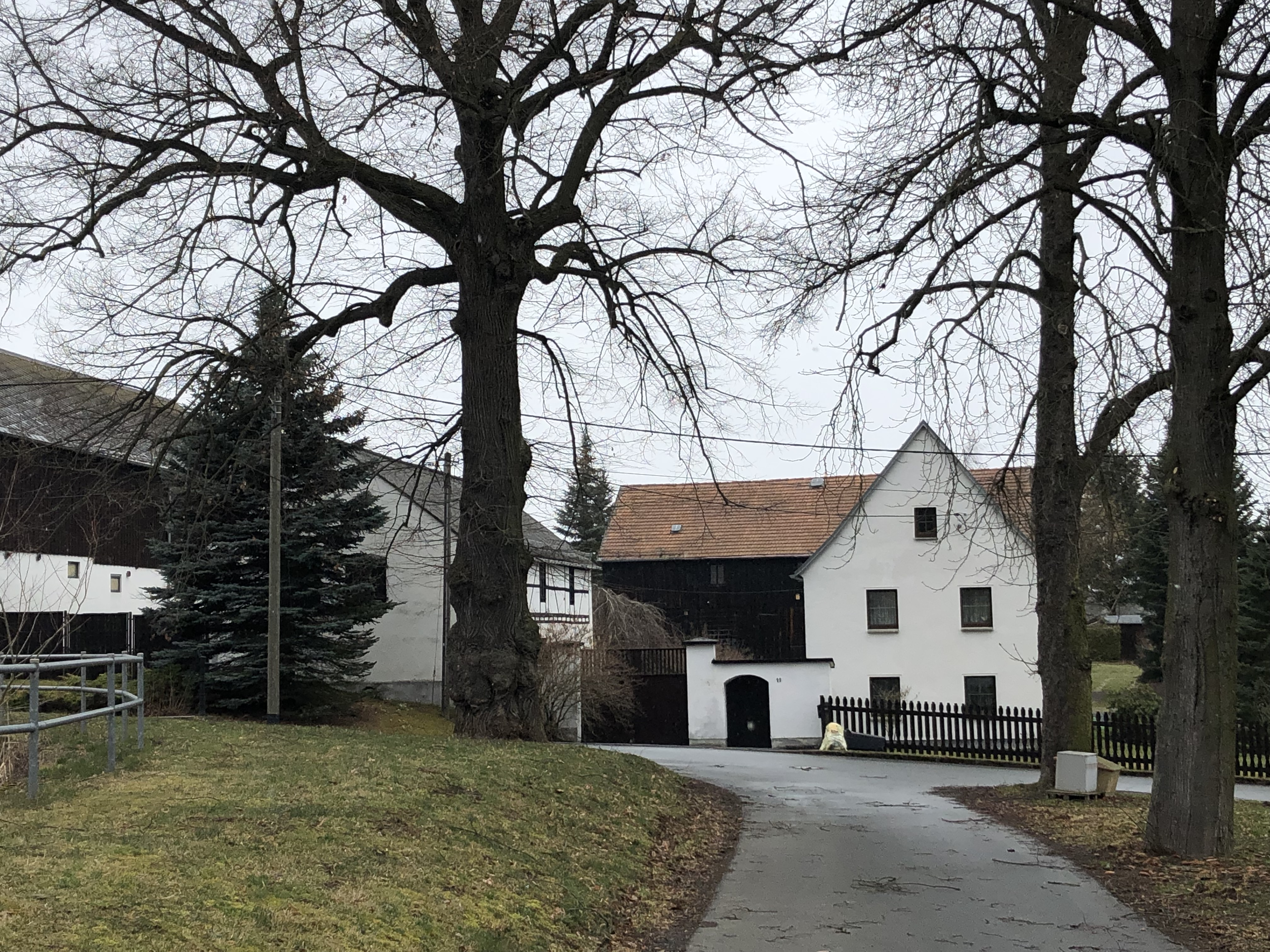
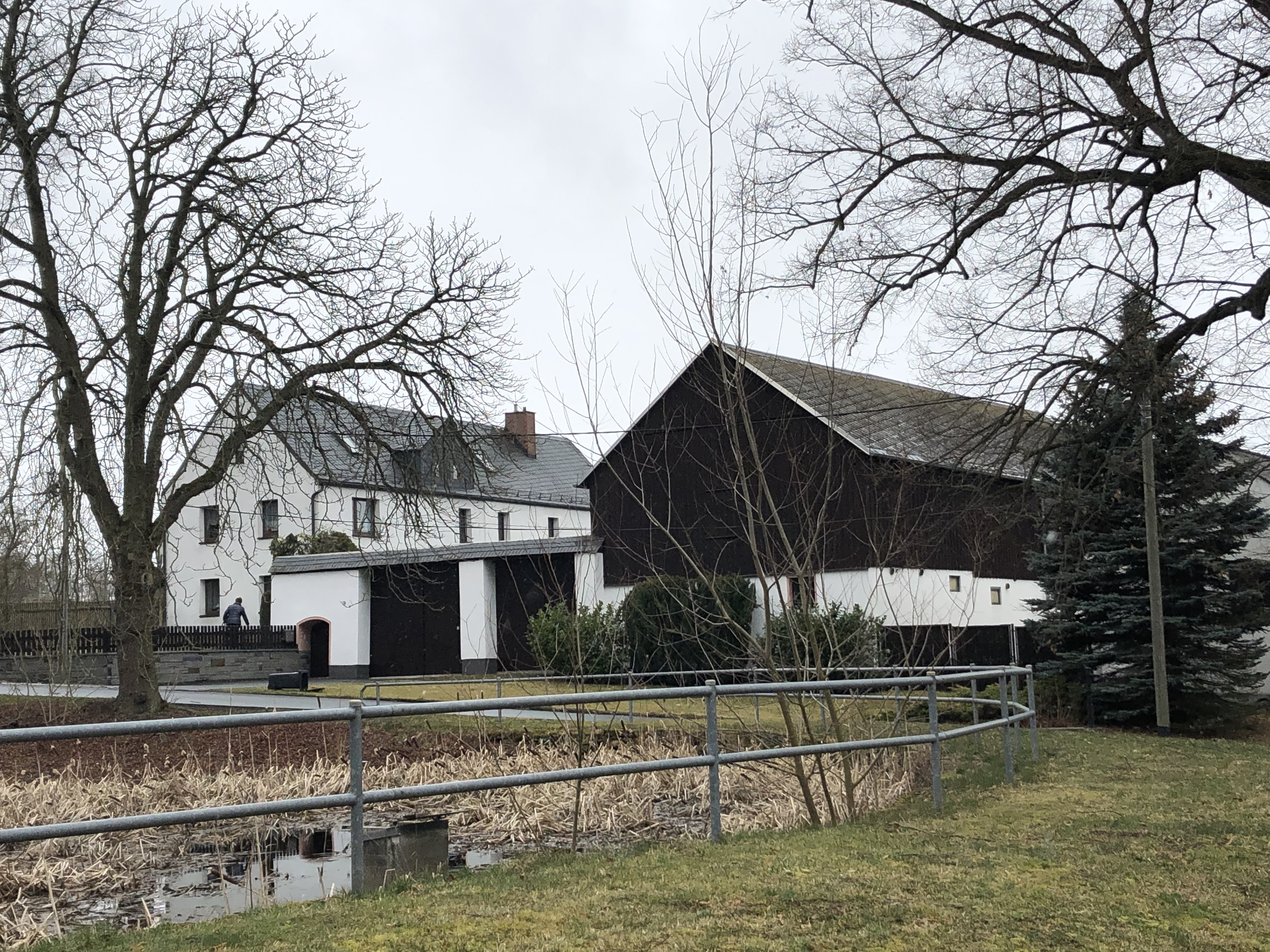
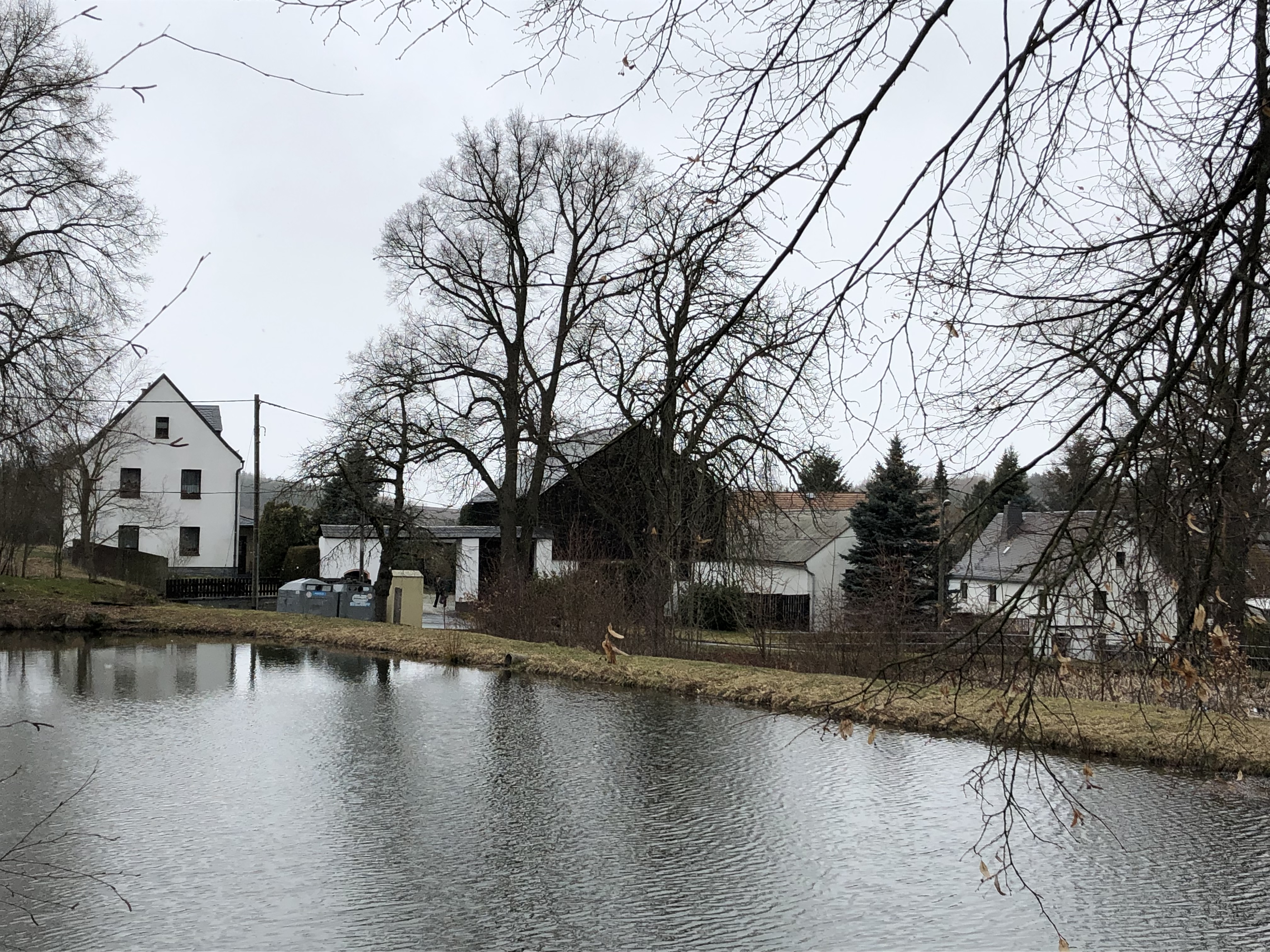
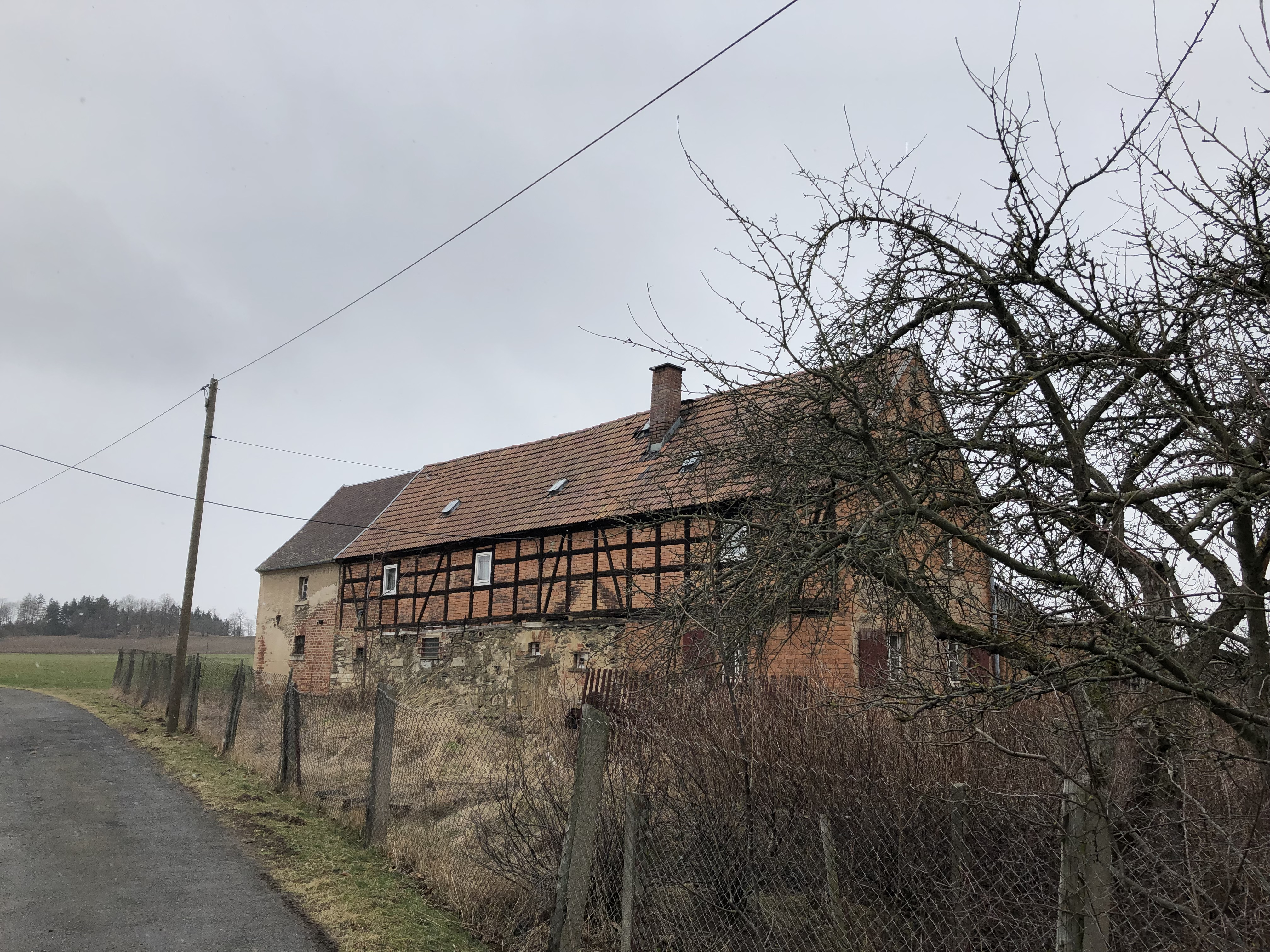

Voigtsgrün war nach dem Zweiten Weltkrieg wie das restliche Vogtland zunächst einige Wochen amerikanisch besetzt, kam aber danach wie das gesamte Land Sachsen in die Sowjetische Besatzungszone und später zur DDR. Die historisch gewachsene Zugehörigkeit Voigtsgrüns zu Plauen blieb auch nach der Gebietsreform 1952 erhalten, die die Gemeinde dem Kreis Plauen-Land im Bezirk Karl-Marx-Stadt (früher Chemnitz) zuordnete. Das bäuerliche Leben in Voigtsgrün wurde nun nach dem Prinzip der Landwirtschaft in der DDR ausgerichtet. Am 1. Januar 1972 endete die 1838 erlangte kommunale Eigenständigkeit des Ortes wieder, er wurde nach Neuensalz eingemeindet. Am selben Datum kam auch Altensalz in die Gemeinde.
Nach der Deutschen Wiedervereinigung kam Voigtsgrün zum wiedergegründeten Freistaat Sachsen. Die folgenden Gebietsreformen in Sachsen ordneten Neuensalz 1996 dem Vogtlandkreis zu, der 2008 um die vormals kreisfreie Stadt Plauen vergrößert wurde.

## Verkehr
Das Dorf wird von zwei Kreisstraßen an das Verkehrsnetz angeschlossen: Die Kreisstraße 7814 verbindet Voigtsgrün mit Neuensalz und nordwestlich in Möschwitz mit der sächsischen Staatsstraße 297. Die Kreisstraße 7805 führt von Voigtsgrün aus nach Plauen an die Bundesstraße 173, die auch durch Neuensalz führt. Zwischen Neuensalz und Plauen hat die Bundesstraße eine Anschlussstelle mit der Bundesautobahn 72 (Leipzig–Hof).
Voigtsgrün ist mit der vertakteten RufBus-Linie 72 des Verkehrsverbunds Vogtland an Neuensalz angebunden. Dort besteht Anschluss zur TaktBus-Linie 63 nach Plauen, Treuen und Lengenfeld.